# تنبك

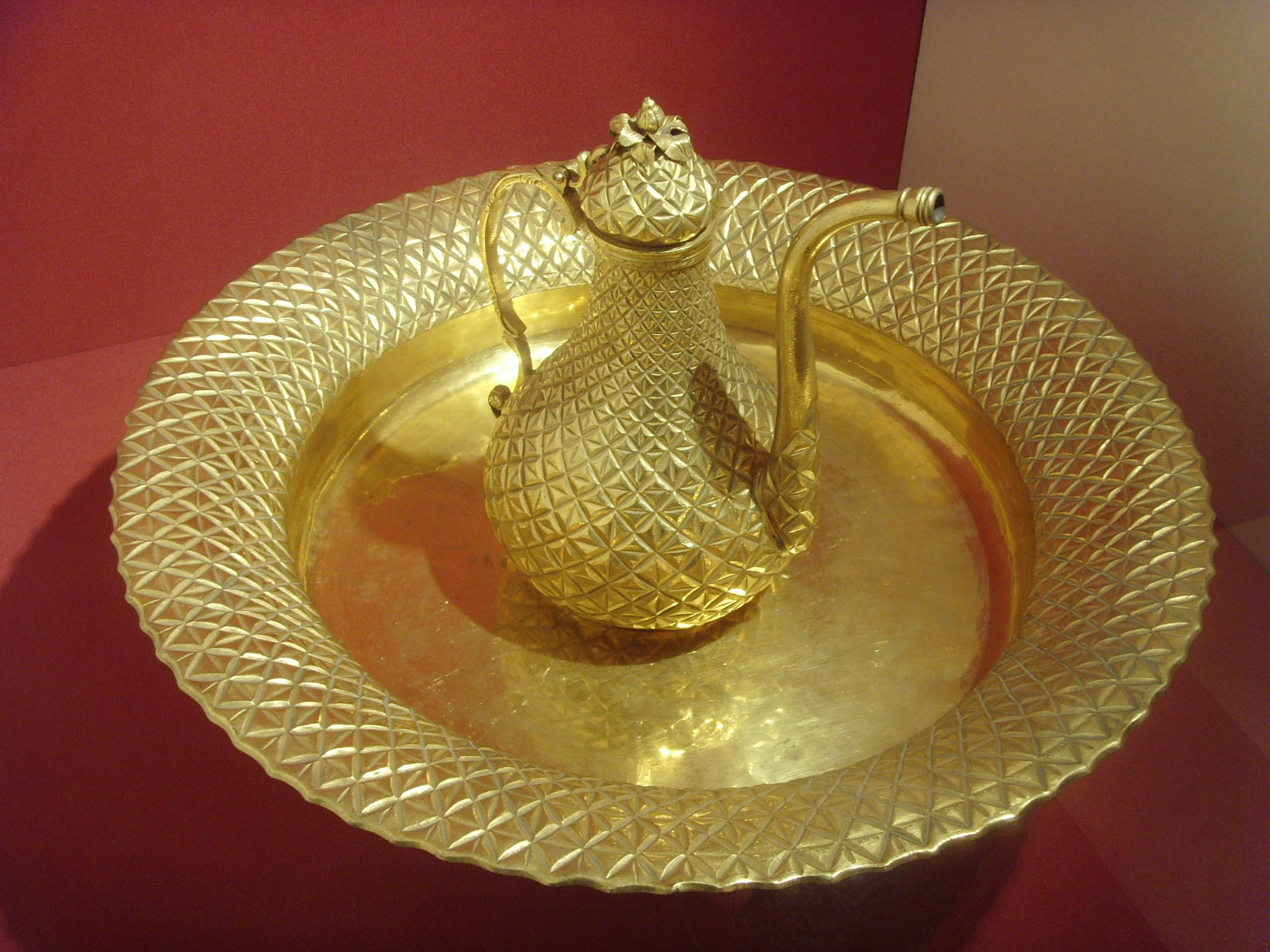
إبريق وطست من التنبك في متحف الآثار الإسلامية التركي

التُّنْبَك هو أشابة أي خليط متكون من 70 إلى 95 بالمئة من النحاس و5 إلى 20 بالمئة من الزنك.